# Braunvieh

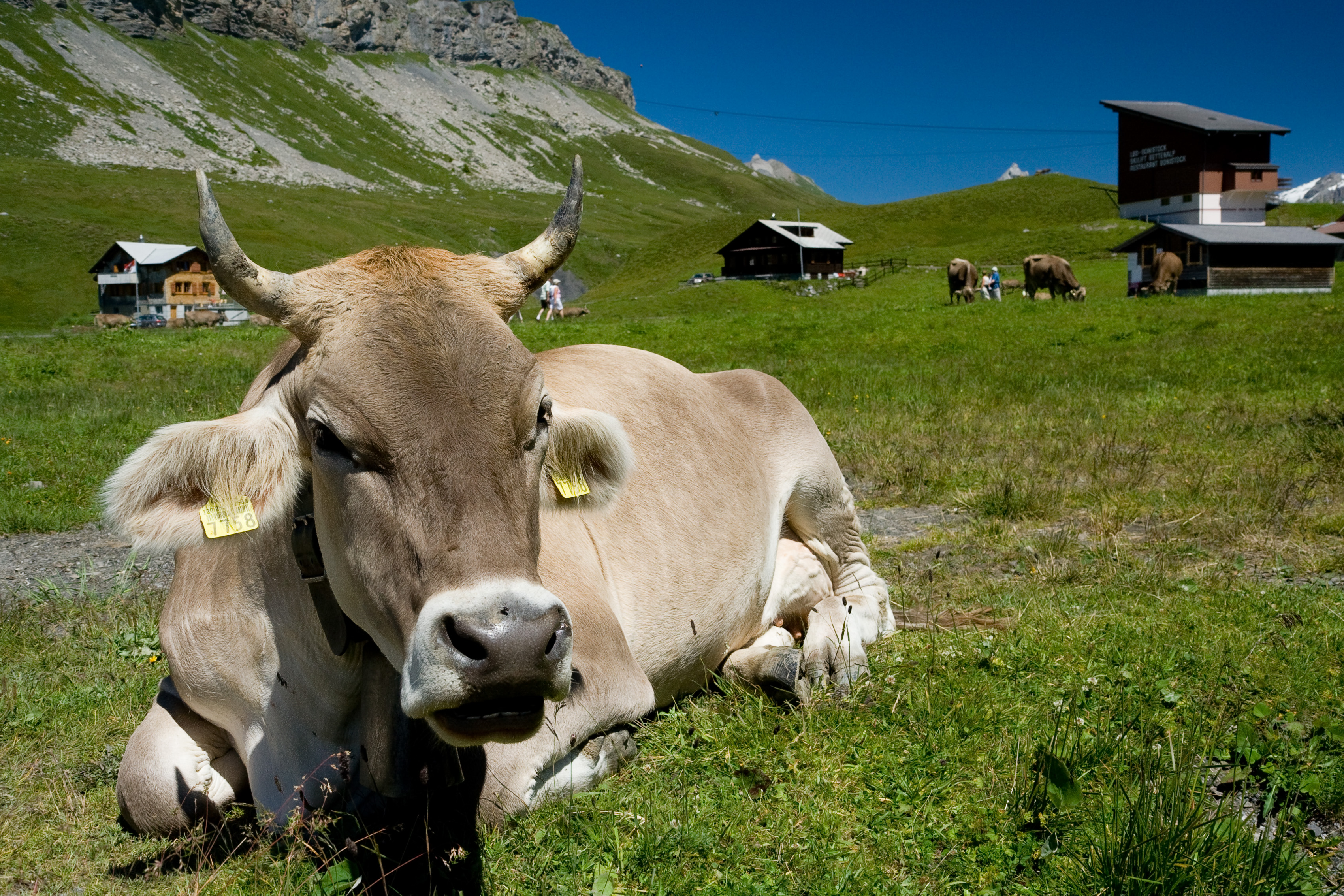
Een koe in Zwitserland

De Braunvieh (Nederlands:  bruin vee) is een runderras dat van oorsprong uit het kanton Schwyz in Zwitserland komt. Het is een dubbeldoelras die iets meer op melk gericht is. Het ras Brown Swiss is ontstaan uit het Braunvieh en deze rassen lijken veel op elkaar.